# Nihal (Vorname)
Nihal (arabisch: نهال, Hindi: निहाल) ist ein weiblicher und männlicher Vorname.

## Herkunft und Bedeutung
Der weibliche Vorname bedeutet im Arabischen „die Erfolgreiche“, „die Freudige“. Er wird auch im Türkischen verwendet, gilt auch da als Frauenname und wird meist mit einem Punkt über dem "ı" geschrieben, also Nihal. Die Türkische Bedeutung für Nihal lautet "Sproß" oder auch "Schössling": Die Türkische Übersetzung für Nihal lautet sinngemäß "Geliebte mit schlanker und tadelloser Figur".
Der Vorname bedeutet auf Hindi zufrieden, glücklich/beglückt. Im Persischen bedeutet der Name: „die Frische“, „die Liebe“.

## Bekannte Namensträger

### Weiblich
- Pembe Nihal Munsif  (* 1948), zyprisch-türkische Sängerin und Schauspielerin
- Nihal Şentürk (* 1977), österreichische Jazzmusikerin
- Nihal die Drachenkämpferin; fiktiver Charakter

### Männlich
- Nihal Atsız (1905–1975), türkischer Autor
- Nihal Sarin (* 2004), indischer Schachspieler